# ナルハヤ!
『ナルハヤ! as early as possible!』は、2010年7月7日から2011年3月30日まで毎日放送（MBSテレビ）で放送されていた情報番組。放送日時は毎週水曜日の26:05 - 26:25（木曜日未明 2:05 - 2:25）。2010年8月までは毎週水曜日26:00 - 26:20（木曜日未明 2:00 - 2:20）の放送だった。

## 概要
- 毎回、視聴者に映画やコンサート、ミュージカルなどのエンタテイメント情報を紹介。番組タイトルは「なるべく早く（ナルベクハヤク）」の略。オープンカフェを模したセットで、メッセンジャーあいはらと森はるかがくつろぎ、ウェイターに扮した鈴木健太（毎日放送アナウンサー）がiPadを駆使し、イベントを紹介する形で番組が進行していく。
- エンディングテーマを担当するアーティスト（例・2010年7月度はマイリー・サイラス）と番組のダブルネームタンブラーが抽選で視聴者にプレゼントされていた。
- 番組の最後では、森はるかに、紹介したイベントに関するクイズがあいはらから出題され、間違えた場合は罰ゲームが行われ、ラストカットでその一部が、完全版が公式HPで公開されている。

## 主なコーナー
今日のイチオシ!
イチオシのイベントを紹介。アーティストの知られざるトリビアなどを、鈴木がiPadを使いながら紹介。
はるかのチュ〜もく
森はるかがおすすめ映画情報を紹介。VTR中、チュ〜もくポイントでは森がカメラに向かってチューをする。このコーナーでは鈴木アナは登場しない。
ライブセレクション〜今のご気分は?〜
鈴木に手渡されたiPadに書かれたメニュー（価格は各ライブのチケット料金）の中から、メッセンジャーあいはらと森がそれぞれセレクト。その後、メニューに書かれたライブをそれぞれ紹介。

## 出演者
- メッセンジャーあいはら（メッセンジャー）
- 森はるか
- 鈴木健太（当時毎日放送アナウンサー、データベースマン）
- 金山泉（毎日放送アナウンサー、2011年1月19日・1月26日、インフルエンザで欠席した鈴木の代理）

ゲスト
- 山下智久（2010年8月4日）

## スタッフ
- 構成：小林仁
- CAM：石原康丈
- VE：安田すすむ
- EED：河内幸恵、大塚侑加
- MA：奈須裕之
- HP制作：菊地崇
- 技術協力：REVENGE、NiceB、ESPエンタテイメント
- スタイリング：知花理絵子
- ヘアメイク：松村美佳
- AD：杉山亮、東香澄
- ディレクター：岩川弘男
- デスク：下村美代子
- プロデューサー：三浦敏彦、帯刀総司、川本勇
- 制作：U-ROCK
- 製作著作：毎日放送